# Narodni park Mavrovo
Narodni park Mavrovo (makedonsko Национален парк Маврово) je največji od štirih narodnih parkov Severne Makedonije. Razprostira se na zahodu države in na površini približno 780 km2. Zaznamujejo ga globoki kanjoni, jezera in gosti gozdovi, ki so polni raznolikega živalskega sveta. Ustanovljen je bil leta 1949 z zakonom, ki ga je sprejela Narodna skupščina Makedonije; kasneje je bila zakonodaja spremenjena, da bi uveljavila precej strožji sistem varstva. Park je razdeljen na tri cone: strogi naravni rezervat, upravljan rezervat in turistično cono.
Relief parka zajema tri gorske sisteme: Šar planina, Korab in Bistra. Šar planina in Korab presegata višino 2700 m (vrh Korab je s svojimi 2764 m najvišji v Severni Makedoniji). Te gore odlikujejo verige zasneženih, nazobčanih vrhov in široke travnate planote pod njimi. Med tremi gorami se razprostira soteska reke Radika v dolžini več kot 25 km. Nad vodami reke Radike se dvigajo navpične pečine, visoke preko 300 m.
Na območju parka so še drugi zanimivi naravni pojavi – najvišji slap na Balkanu (z navpičnim padcem približno 120 m), alpsko barje na Šar planini kot ostanek ledene dobe, redek kraški relief (vključno s čudovitimi jamami) v pogorju Bistre, pa tudi številna ledeniška jezera v celotnem gorskem pasu.
Narodni park, jezero in regija so poimenovani po vasi Mavrovo.

## Ekologija
Gosta gozdna vegetacija pokriva gorska pobočja v parku, v višjih predelih pa so planinski pašniki. Različni podnebni vplivi ter velike nadmorske višine so glavni dejavniki, ki prispevajo k raznolikosti rastlinstva in živalstva. Dejstvo, da je to območje nekakšno geografsko križišče, kjer so se skozi zgodovino dogajale velike podnebne spremembe, je neposreden razlog za obstoj ogromnega števila reliktnih in endemičnih vrst. Ostanki življenja, ki so obstajali v ledeni dobi ali v terciarju, sobivajo v enem samem raznolikem okolju, skritem med nazobčanimi pečinami in vrhovi. Pravzaprav šest življenjskih območij parka (redek pojav za tako majhno območje) podpira 22 gozdnih in 16 travnatih ekosistemov. V njih živi več kot 1300 vrst zelnatih rastlin in 145 vrst dreves. Okoli 40 odstotkov jih je reliktnih ali endemičnih. Poleg tega je park habitat številnih redkih rastlin (kot je krimski divji brin), ki so v svojem naravnem habitatu izumrle.
V bližini stoji samostan sv. Jovana Bigorskega, ki je s svojim znamenitim izrezljanim lesenim ikonostasom ohranil pisano folklorno tradicijo.
Ta ikonostas je vzorec tradicionalnega lesorezbarstva, ki ga najdemo v Severni Makedoniji skupaj z ikonostasom iz 19. stoletja cerkve sv. Odrešenika (sv. Spasa) v Skopju. V Galičniku, eni največjih mavrovskih vasi, negujejo folklorno tradicijo kot pred stoletji. Zaradi svoje dolge geološke zgodovine je park bogat z relikti iz terciarne in ledeniške dobe (celo dve rastlinski vrsti iz zgodnje tropske vegetacije).

## Rastlinstvo
Najzanimivejši terciarni relikti sta balkanski bor (Pinus peuce) in beli bor (Pinus albicaulis), redka endemična iglavca srednjega Balkana. V to skupino spadata endemična grški javor (Acer heldreichii) in navadna tisa (Taxus baccata) (v Sredozemlju izjemno redka). Na južnih pobočjih gore Bistre je eno redkih naravnih rastišč navadnega divjega kostanja (Aesculus hippocastanum)  (endemični balkanski terciarni relikt). Obsežne površine parka poraščajo gozdovi makedonske jelke (Abies borisii-regis) (vrsta zasajene hibridne jelke), ki jo najdemo le v tem delu Balkana in je prav tako ostanek pozne terciarne dobe.
Gozdni rezervat Jasen v parku je bogat s številnimi ledeniškimi reliktnimi vrstami iz ledene dobe, večinoma v obliki zelnatih rastlin, raztresenih po celotnem gorskem pasu. Zagotovo eden najbolj bleščečih gozdov je združba navadne smreke (Picea abies), skrita globoko v nedostopnem kanjonu Zahodne Šar planine. Ta gozd je daleč onkraj najjužnejše točke razširjenosti navadne smreke, kar kaže na to, da je že dolgo nazaj vdrla v sredozemske regije.

## Živalstvo
Raznolika gozdna vegetacija podpira obilico divjih živali. Več kot 140 vrst ptic (nekatere so zelo redke, kot so sokol selec, belorepec, planinski orel, lesna sova, velika uharica, močvirski lunj, stepski lunj) uspeva v gozdnatih predelih parka. Z več kot 45 vrstami je park med najbogatejšimi rezervati redkih živali. Tu živijo rjavi medved, več vrst jelenov, gams, vidra, volk itd. Najpomembneje pa je, da je narodni park Mavrovo eden od treh preostalih habitatov evropskega risa. Populacija 60 primerkov te skoraj izumrle vrste živi pretežno v zahodnem in osrednjem delu parka.

## Galerija
- Narodni park Mavrovo označen na zemljevidu (levo)
- Vrata dobrodošlice v nacionalni park Mavrovo
- Gora Bistra v narodnem parku